# Alfredo Geniés
Alfredo Sommer Geniés fue un dibujante de cómic e ilustrador español, nacido en Barcelona en 1961 y fallecido en 2022.

## Biografía
Alfredo Geniés nació en una familia muy vinculada al cómic, pues tanto su padre Manfred Sommer como su tío Alberto Geniés se habían dedicado al medio.
Inició su carrera en los años ochenta, durante el llamado boom del cómic adulto, en las revistas "Sargento Kirk" y "Metropol". Realizó sus obras más reconocidas con el guionista Enrique Sánchez Abulí: Alex Magnum (1985) y Moko (1986).
A principios del nuevo siglo volvió al cómic, publicando en el mercado francés Les Implacables (Nucléa, 2003) y Le Mystérieux Docteur Tourmente (Emmanuel Proust Editions, 2005) con el guionista Jean-Blaise Djian.

## Obra
| Años | Título                          | Guionista             | Tipo  | Publicación              |
| ---- | ------------------------------- | --------------------- | ----- | ------------------------ |
| 1985 | Alex Magnum                     | Enrique Sánchez Abulí | Serie | Zona 84                  |
| 1986 | Moko                            | Enrique Sánchez Abulí | Serie | Más Madera!, Cimoc       |
| 2003 | Les Implacables                 | Jean-Blaise Djian     |       | Nucléa                   |
| 2005 | Le Mystérieux Docteur Tourmente | Jean-Blaise Djian     |       | Emmanuel Proust Editions |